# 15420 Aedouglass
15420 Aedouglass este un asteroid din centura principală de asteroizi.

## Descriere
15420 Aedouglass este un asteroid din centura principală de asteroizi. A fost descoperit pe 28 aprilie 1998 la Kitt Peak National Observatory în cadrul proiectului Spacewatch. Asteroidul prezintă o orbită caracterizată de o semiaxă mare de 2,64 ua, o excentricitate de 0,27 și o înclinație de 3,3° în raport cu ecliptica.